# Jean Capart
Pour les articles homonymes, voir Capart.
Jean Capart, né le 21 février 1877 à Bruxelles et mort le 16 juin 1947 à Etterbeek, est un égyptologue belge, considéré comme le père de l'égyptologie belge.

## Biographie

### Famille
Jean François Désiré Capart, né le 21 février 1877 à Bruxelles, est le fils d'Alphonse Capart (1847-1925), docteur en médecine, et d'Alida Carbonnelle (1852-1922).
Il épouse en premières noces Alix Idiers (1878-1911) et, en secondes noces, Marguerite Thirionet (1878-1955). De ces unions sont nés douze enfants dont deux morts en bas âge. Il décède des suites d'une opération chirurgicale le 16 juin 1947 à la clinique Saint-Joseph d'Etterbeek (Belgique) à l'âge de 70 ans ; il est inhumé au cimetière de Woluwe-Saint-Pierre (Belgique), commune bruxelloise où il fut domicilié la plus grande partie de sa vie.

### Jeunesse et études
Après des études aux facultés universitaires Notre-Dame de la Paix à Namur (1893-1895) et à l'université libre de Bruxelles (1895-1898), il présente une thèse sur le droit pénal égyptien ancien et obtient en 1898 le diplôme de docteur en droit. Lauréat du concours interuniversitaire des docteurs en droit de Belgique, il utilise sa bourse pour mener divers voyages d'études à travers l'Europe dans le but de se spécialiser en égyptologie, sa véritable passion.
En 1897, il est invité par Gaston Maspero, ancien (et futur) directeur général du Service des Antiquités de l'Égypte et du Musée égyptien du Caire, à participer au Congrès des orientalistes de Paris. Il y expose pour la première fois son plan de bibliographie exhaustive de l'Égypte.
Il suivra ensuite successivement les cours de Pieter Boeser à l'université de Leyde en 1898 ; d'Alfred Wiedemann à l'université de Bonn (1898-1899) ; de William Flinders Petrie à l'University College de Londres (1899) et de Gaston Maspero à l'École du Louvre de Paris en 1899.

### Carrière de conservateur de musée
La même année, il entame une longue carrière aux Musées royaux d'Art et d'Histoire de Bruxelles. Successivement collaborateur libre (1897), conservateur-adjoint (1900), conservateur (1911), secrétaire (1912), il devient conservateur en chef des musées en 1925. Il prend sa retraite en 1942, mais continue à siéger au sein de la commission de surveillance des musées et comme membre de la Société des Amis des Musées.
Durant un demi-siècle, il marque de son empreinte l'histoire des musées ; en particulier, il réorganise et développe considérablement la section égyptienne. Malgré des ressources financières limitées, il mène une politique d'achats habile et use de son entregent pour obtenir des dons de généreux mécènes. Il peut ainsi acquérir de nombreuses antiquités égyptiennes dont certaines tout à fait remarquables, entre autres, le linteau de Séthi Ier (XIXe dynastie), le relief de la reine Tiyi (XVIIIe dynastie) ou encore le papyrus Léopold II (XXe dynastie) qu'il publie avec l'égyptologue anglais Alan Gardiner.
Encouragé par Flinders Petrie, il parvient également à convaincre le gouvernement belge de souscrire aux fouilles menées en Égypte par plusieurs sociétés anglaises. Il collabore principalement avec l'Egypt Exploration Society ou Fondation pour l'exploration de l'Égypte dont il devient le secrétaire honoraire pour la Belgique puis le vice-président d'honneur (1935).
Il collabore aussi avec l'Egyptian Research Account et la British School for Archeology in Egypt dont il occupe simultanément les postes de secrétaire honoraire pour la Belgique. En 1901, il endosse les fonctions de secrétaire de rédaction et de principal rédacteur du Bulletin des musées royaux d'art et d'histoire de Bruxelles).
En 1904-1905, sur demande d'Édouard Empain et financé par lui, il fait des fouilles afin de retrouver l'ancienne ville d'Héliopolis, à l'endroit où Empain est décidé à construire une nouvelle ville Héliopolis. Les fouilles demeurent sans résultat. Il servira ensuite de conseiller pour Empain qui acquiert de nombreuses pièces provenant de fouilles, qu'il offre ensuite aux Musées belges d'art et d'histoire.
En 1929, il participe à la fondation de l'Institut belge des hautes études chinoises.
De 1932 à 1939, il exerce les fonctions d'Advisory Curator auprès du Brooklyn Museum de New York.
Sur un plan plus général, comme conservateur en chef des musées, il mène une politique de grands travaux qui atteint son apogée en 1930 avec l'inauguration de la galerie Albert-Élisabeth. Il initie également le service éducatif des musées dont il est le premier directeur en 1922, avant d'en devenir le président en 1924. Il est également à l'origine en 1934 du Service de la Documentation belge, qui deviendra en 1957 l'Institut royal du patrimoine artistique (IRPA).

### Professeur d'égyptologie
Jean Capart mène de front une carrière dans l'enseignement supérieur et universitaire belge.
À titre principal, il occupe à l'institut supérieur d'art et d'archéologie de l'université de Liège la première chaire d'égyptologie créée en Belgique, d'abord au titre de chargé de cours (1902), puis de professeur (1910) et de professeur ordinaire à titre honorifique (1928). Il devient professeur honoraire en 1929, date à laquelle il confie définitivement sa charge d'enseignement à son disciple Baudouin van de Walle. En 1924, il devient président de l'Institut supérieur d'histoire et de littérature orientales de l'université de Liège.
À titre accessoire, il est aussi professeur à l'Institut royal supérieur d'histoire de l'art et d'archéologie de Bruxelles, à l'Institut supérieur de jeunes filles de Bruxelles, à l'Institut des hautes études de Belgique, aux cours d'histoire de l'art et d'archéologie de Bruxelles et à l'École Saint-Luc de Molenbeek-Saint-Jean (Bruxelles). De même, il est professeur à l'extension universitaire de l'Université libre de Bruxelles et anime, à partir de 1904, des cours pratiques d'archéologie au musée du Cinquantenaire.

### Égyptologue de terrain
Parallèlement à sa carrière en Belgique, Jean Capart effectue de nombreux voyages dans le monde entier, le plus souvent pour y donner des conférences et y étudier les collections égyptiennes. Ainsi, de 1900 à 1946, il effectue treize voyages ou missions en Égypte, notamment les suivants :
- 1900-1901 : il est invité par Gaston Maspero, devenu son mentor et son ami, à visiter pour la première fois l'Égypte en sa compagnie
- 1905-1906 : il se rend dans la nécropole de Saqqarah pour y acquérir l'imposant mastaba de Néferirtenef (un haut fonctionnaire de la Ve dynastie) qu'il fait exhumer et expédier en Belgique aux frais de l'ingénieur et industriel belge Édouard Empain
- 1907 : à l'instigation du même Empain, il mène une campagne de fouilles à Héliopolis à la recherche de la nécropole antique mais en vain
- 1923 : il est invité par Howard Carter et Lord Carnarvon à participer à l'ouverture de la chambre funéraire du pharaon Toutânkhamon en compagnie de la reine Élisabeth de Belgique et du prince Léopold de Belgique (futur roi Léopold III) (voir la reconstitution imagée de l'ouverture du tombeau, avec l'égyptologue Dimitri Laboury[3],[4]). À cette occasion, il crée la Fondation égyptologique Reine Élisabeth dont il reste le directeur jusqu'à sa mort en 1947, et qu'il dote en 1925 d'une revue qui devait acquérir rapidement une grande renommée dans le monde des égyptologues : la Chronique d'Égypte.
- 1924 : il visite pour la première fois les États-Unis d'Amérique en qualité de Visiting Professor de la Commission for Relief in Belgium Educational Fund et fait la connaissance du futur président des États-Unis Herbert Hoover. À partir de là, il effectue plusieurs voyages dans ce pays jusqu'en 1939, qui lui permettront de réorganiser le département égyptien du Brooklyn Museum à partir du legs de l'égyptologue américain Charles Edwin Wilbour, le fondateur de l'égyptologie américaine
- 1927 : Jean Capart fouille lui-même à Tell Héou (Moyenne-Égypte) et met au jour une nécropole souterraine ainsi qu'un petit temple dédié au dieu Thot
- En 1936, enfin, il obtient pour les Belges la concession du site d'El Kab, ancienne capitale religieuse de la Haute-Égypte. Il y dirige personnellement, avec le soutien financier de son ami Marius de Zayas, trois campagnes de fouilles archéologiques : en 1937, 1938 et 1945-1946. Il procède notamment au déblaiement des principaux temples d'El Kab et d'un village gréco-romain. Il découvre de nombreuses antiquités et révèle l'importance du rôle joué par la déesse Nekhbet dans l'histoire religieuse de l'Égypte.

### Travaux
Il crée les Éditions de la fondation égyptologique Reine Élisabeth qui publient de nombreux ouvrages à caractère scientifique ou de haute vulgarisation en rapport avec l'Égypte. En 1930, il organise une Semaine égyptologique et papyrologique qui réunit à Bruxelles les égyptologues et papyrologues du monde entier. Il réitère la manifestation en 1935. De même, en 1938, il organise et préside le 20e congrès des orientalistes de Bruxelles. Durant l'entre-deux-guerres, la fondation égyptologique Reine Élisabeth est unanimement considérée dans le monde savant comme l'un des centres de recherches égyptologiques et papyrologiques les plus performants au monde.
Jean Capart est l'auteur de très nombreux articles scientifiques et de vulgarisation, ainsi que de nombreux ouvrages primés, parmi lesquels : 
- Les Débuts de l'Art en Égypte (1903-1904)
- Thèbes. La Gloire d'un Grand Passé (1925)
- Documents pour servir à l'étude de l'Art égyptien (1927-1932)
- Memphis à l'ombre des pyramides (1930).

Il s'est intéressé à diverses branches de l'égyptologie, notamment à l'archéologie, à la philologie et à l'histoire des religions de l'Égypte. Néanmoins, c'est surtout dans le domaine de l'histoire de l'art égyptien qu'il s'est distingué et que son œuvre reste la plus pertinente. Il s'intéressa aussi à la cause des musées et fut expert auprès de l'Office international des musées (de la Société des Nations) et secrétaire-président (1941) de l'Office national des musées de Belgique.

### Reconnaissances internationales
Littéralement bardé de décorations et de titres honorifiques, il a été en Belgique :
- membre de l'Académie royale d'archéologie de Belgique
- membre puis président (1940) de l'Académie royale de Belgique
- président (1941) de la Commission de Philologie du Fonds de la recherche scientifique
- président (1942) de la Société royale belge de géographie
- vice-président (1922) de la Société belge d'études orientales
- membre effectif (1900) de la Société d'anthropologie de Bruxelles
- membre correspondant (1911) de la Société des sciences, des arts et des lettres du Hainaut.

À l'étranger, il fut également :
- professeur d'échange de l'université de Lyon (1924)
- membre d'honneur de la Vooraziatisch-Egyptisch Gezelschap Ex Oriente Lux de Leyde (1939)
- membre du Comité des fouilles en Égypte de l'université de Liverpool (1939).

Il fut enfin membre correspondant de nombreuses institutions :
- l'Institut d'Égypte
- l'Institut de France (Académie des inscriptions et belles-lettres)
- la British Academy
- l'Académie malgache
- l'Académie des sciences, lettres et arts d'Arras
- l'Academia Nacional de Belas Artes de Lisbonne
- l'Institut oriental de Prague
- Etc.

### Distinctions
- Grand officier de l'ordre de la Couronne (Belgique)
- Commandeur de l'ordre de Léopold (Belgique)
- Croix civique de première classe 1914-1918 (Belgique)
- Grand officier de l'ordre d'Ismaïl (Égypte)
- Grand officier de l'ordre du Nil (Égypte)
- Grand officier de l'ordre d'Orange-Nassau (Pays-Bas)
- Grand officier de l'ordre de la Couronne d'Italie
- Commandeur de l'ordre de l'Étoile de Roumanie
- Commandeur de l'ordre du Phénix de Grèce
- Commandeur de l'ordre du Wasa (Suède)
- Officier de la Légion d'honneur (France)

## Culture populaire
Son physique particulier servira de modèle à Edgar P. Jacobs pour créer le personnage de l'éminent égyptologue haut en couleur, le Dr Grossgrabenstein.
De la même façon, Hergé s'en inspire pour camper le personnage du Pr Hippolyte Bergamotte, ethnologue spécialisé quant à lui dans la culture précolombienne, dans Les Sept Boules de cristal, et Le Temple du Soleil .

## Publications
On trouve une liste des publications de Jean Capart entre 1917 et 1931 dans l'ouvrage :
- Theunis Folkers, Liste des Publications de M. Jean Capart : Offerte aux membres du XXe congrès international des orientalistes par TH. Folkers, directeur de la maison EJ Brill, Leiden, Leyde, EJ Brill, 1938, 22 p..

### Liste chronologique partielle
- Les Débuts de l'art en Égypte, 1904
- L'Art égyptien, 1909-1911, deux volumes
- L'Art égyptien : études et histoire, 1924-1948, 3 volumes
- Thèbes. La Gloire d'un Grand Passé, 1925
- Memphis. À l'Ombre des Pyramides, 1930
- Le Message de la vieille Égypte, 1944
- Je lis les hiéroglyphes, 1946
- Chambre funéraire de la sixième dynastie aux Musées Royaux d'Art & d'Histoire, 1906
- Une rue de tombeaux à Saqqarah, 1907, 2 volumes
- Conférence sur le préhistorique égyptien - Mémoire de la  Société d'Anthropologie de Bruxelles tome XX, 1901-1902
- Bulletin critique des religions de l'Égypte, 1905
- Un roman vécu il y a 25 siècles - Histoire d'une famille sacerdotale égyptienne…, 1914
- Les origines de la civilisation égyptienne, Société d'Anthropologie de Bruxelles, 1914.
- Le centenaire du déchiffrement des hiéroglyphes par Champollion, Bulletin Académie Royale de Belgique, 1922
- L'Art égyptien et la loi de frontalité, Fondation Piot, 1923
- La Place de l'Égypte dans la civilisation, Bulletin Société d'Anthropologie, 1923
- Toutankhamon, Bruxelles, Vromant et Cie, 1923, 121 p. , Plusieurs rééditions, dernière réédition : Saint-Laurent-le-Minier, éd. Decoopman, 2018, préface Jean-Michel Bruffaerts
- Un fragment de naos saïte, Académie Royale de Belgique, 1924
- Propos sur l'art égyptien, 1931
- Le Temple des Muses, 1936
- Histoire de l'Orient ancien - L'Égypte des pharaons, 1936
- (en-US) Travels in Egypt - Letters of Ch. Wilbour Brooklyn Museum, 1936
- Makit. Une histoire de souris au temps des pharaons, 1937
- Le papyrus Léopold II aux Musées Royaux d'Art et d'Histoire, 1939
- Visions de l'Égypte ancienne, Association égyptologique Reine Élisabeth, 1940
- Tout-Ankh Amon, 1944
- Un conte que Schéhérazade n'a pas connu, Association égyptologique Reine Élisabeth, 1946
- Fouilles d'El Kab - Impressions et souvenirs, Association égyptologique Reine Élisabeth, 1946
- Quelques observations sur la déesse d'El Kab, Association égyptologique Reine Élisabeth, 1946
- Le Chat de saint Louis, Revue générale, 1947
- Pour faire aimer l'art égyptien, Association égyptologique Reine Élisabeth, 1949
- La Beauté égyptienne, 1949
- Causeries sur l'art égyptien, Association égyptologique Reine Élisabeth, 1958.

### Faire-part
Les faire-part de décès sont conservés à la Bibliothèque royale de Belgique sous les cotes Ms. III/1876/XIII/247 et Ms. III/1876/XIII/248, ce dernier émanant de l'Académie royale des sciences, des lettres et des beaux-arts de Belgique.